# Сандро Касянюк
Сандро Касянюк (нар. ? — пом. після 1927) — український радянський  письменник. Автор циклу фантастичних оповідань «Омашинення людства», що є першим зразком наукової протофантастики в українській літературі. 
Письменництвом професійно не займався, у повсякденні працював простим робітником на харківському заводі "Електросила". Між тим творчість достатньо високо оцінювали його критики-сучасники. Так, літературознавець Олександр Білецький вважав, що Сандро Касянюк цілком міг би стати " Українським  Уеллсом з пролетарською ідеологією".  Сандро Касянюк згадується також в роботі Володимира (Волтера) Смирніва  "Українська фантастика: історичний і тематичний огляд" (вперше видана 2013 р., видана в Україні – у 2019 р.)

Твори Касянюка сповнені наївно-соціалістичним утопізмом, в них прославляються машини і оспівується техніка. Людина майбутнього у творах Касянюка для цієї техніки "тільки вказівник, тільки керувальник". Герої Касянюка окрилені ідеями на краще життя в соціалістичному суспільстві.  